# Isefjord
L'Isefjord è uno specchio d'acqua lungo 35 km (che diventano 50 nella parte più interna) e con una superficie di 308 km² nel nord-ovest dell'isola danese della Selandia (Sjælland), la cui parte settentrionale viene da esso divisa nelle penisole di Odsherred, Hornsherred e Nordsjælland. 

## Parti che compongono il fiordo
Alcune parti dell'Isefjord hanno nomi indipendenti. Questi sono:
- Baia di Jægerspris vicino a Jægerspris, a sud della foce del fiordo di Roskilde;
- Baia di Nykøbing vicino a Nykøbing Sjælland;
- Holbæk Fjord su cui si affaccia la cittadina di Holbæk;
- Inderbredning e Tempelkrogen;
- Lammefjorden;
- Sidingefjord (prosciugato e divenuto un polder nel 1841) a Vig;
- Yderbredning.

### Holbæk Fjord
L'Isefjord si restringe all'altezza dell'isola di Orø. A sud-est di questa si trova l'Holbæk Fjord, dove si trova l'omonima città, la più grande di tutta la costa. Il fiordo si estende da est a ovest, è lungo circa 6 km e largo 1,5 km.

### Inderbredning e Tempelkrogen

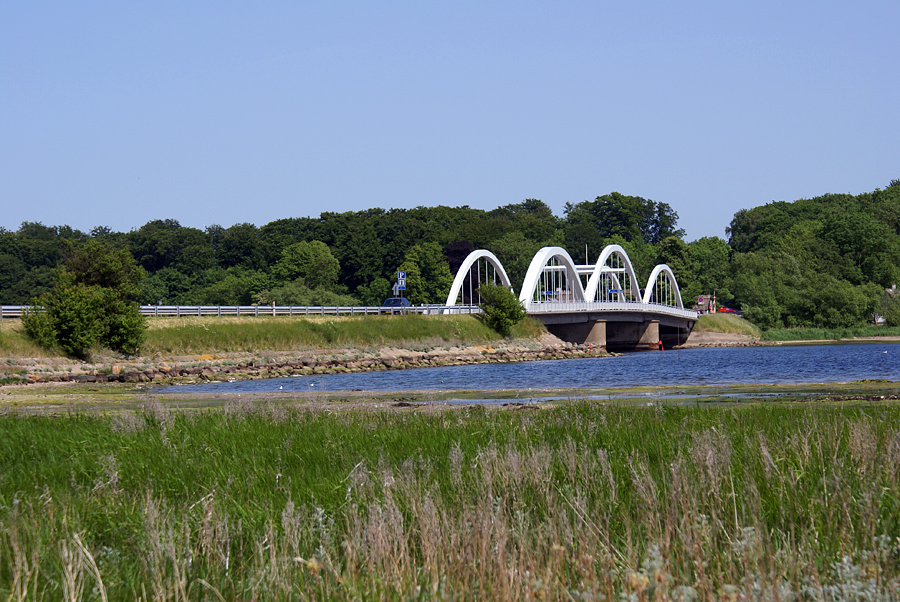
Il ponte di Munkholm

La zona più meridionale dell'Isefjord è chiamata Inderbredning a nord e Tempelkrogen a sud; nel punto più stretto. Tempelkrogen si estende per un totale di 5 km, iniziando da Arnakke. In passato esisteva anche un servizio di traghetti per raggiungere Tempelkrogen, ma nel 1951 questo venne sostituito dal ponte di Munkholm (Munkholmbroen). Le acque interne scorrono tra il ponte di Munkholm e l'isola di Orø.

### Lammefjorden
Il più settentrionale dei due rami occidentali dell'Isefjord è il Lammefjorden. Si tratta solo di una porzione di un antico fiordo, parzialmente prosciugato nella prima metà del Novecento per adibire il suo letto a fini agricoli. In passato esso arrivava fino al centro abitato di Faarevejle Kirkeby.

### Yderbredning
A sud della foce si trova la parte più ampia dell'Isefjord, chiamata Yderbredning ("allargamento esterno"), con una superficie di circa 250 km². Confina a ovest con la penisola di Odsherred, a est con quella di Hornsherred e a sud con l'isola di Orø; comprende la baia di Nykøbing a nord-ovest e la baia di Jægerspris a sud-est.

## Peculiarità
La peculiarità dell'Isefjord è la maggiore profondità nell'entroterra che nel punto in cui sfocia, nel Kattegat tra Hundested e Rørvig. La baia ha una profondità media che varia tra i 5 e i 7 metri; la zona più profonda è di 17 m, nei pressi dell'isola di Orø. La salinità è compresa fra 1,6% e 2,2%. La costa dell'Isefjord forma numerose baie. Attraverso l'Isefjord si raggiunge in direzione est il fiordo di Roskilde.

## Gli affreschi delle chiese del territorio

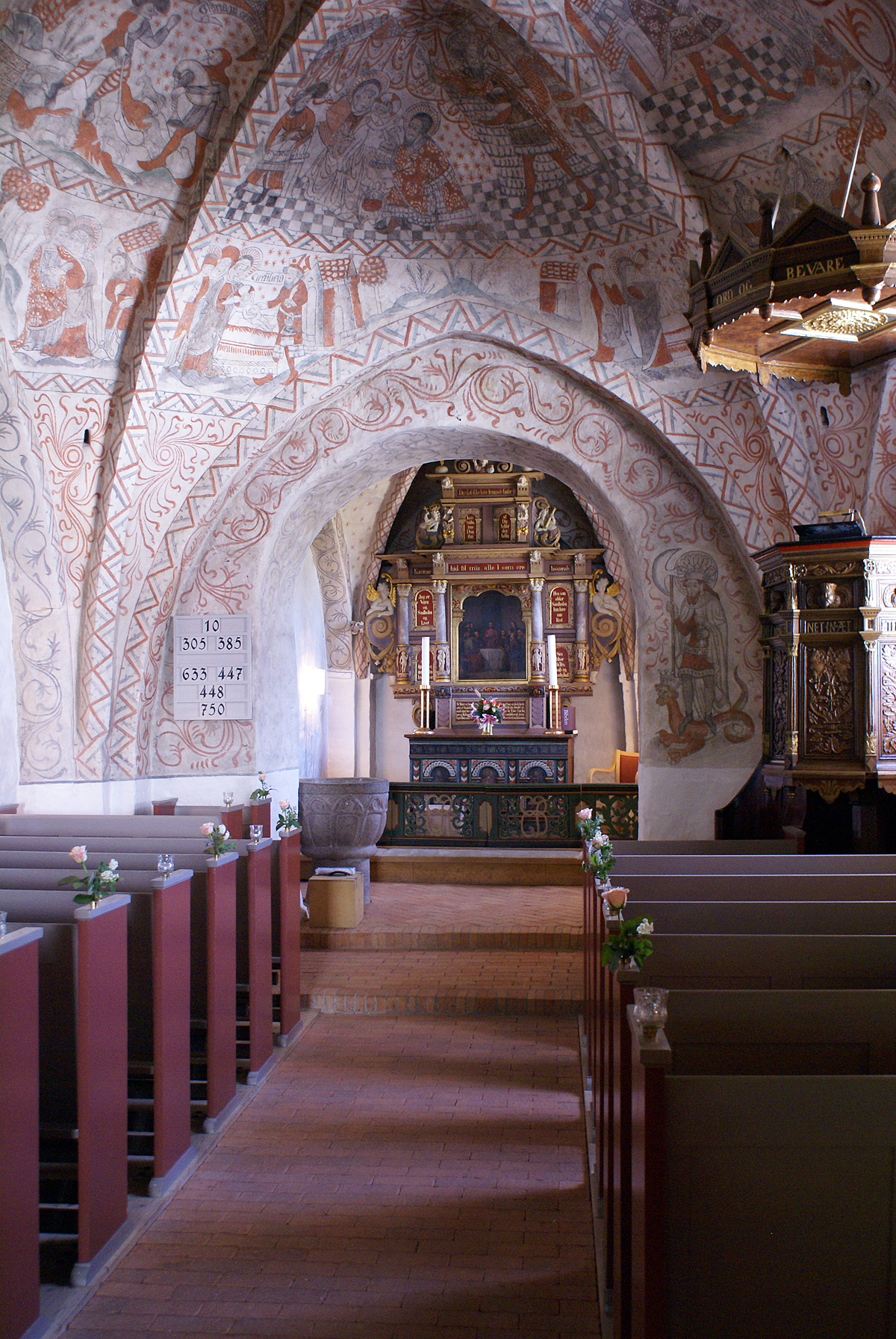
L'interno della chiesa di Tuse

L'Isefjord è rinomato anche per i suoi artisti del XV secolo che decorarono molte delle chiese del territorio con affreschi (kalkmalerier) raffiguranti storie dell'Antico e Nuovo Testamento. L'esempio più significativo è la chiesa di Tuse vicino a Holbæk, nel nord-ovest della Selandia, riccamente decorata con affreschi sia romanici che tardogotici: la rappresentazione di Gesù è particolarmente interessante in quanto combina i racconti biblici tradizionali con immagini di re, diavoli e donne che preparano la birra.

## Flora
Le rive dell'Isefjord sono piene di fiori e piante. La valle del fiume Ejby a nord di Roskilde, vicino all'Isefjord, è una riserva naturale con molte piante rare.

## Qualità dell'acqua
A volte si verifica una carenza di ossigeno nel fiordo causata dall'intrusione di acqua salata dal Kattegat. Questa scende sul fondo del fiordo e, poiché l'evaporazione è maggiore dell'alimentazione da acqua dolce, crea una stratificazione tra l'acqua superficiale e quella profonda. Nel corso degli anni, la carenza di ossigeno ha intaccato gravemente la popolazione dei benthos quali granchi e cozze. I sali nutritivi vengono scaricati nel fiordo principalmente dalle fattorie circostanti.